# Fort Jacques-Cartier
Pour les articles homonymes, voir Jacques Cartier (homonymie).
Le fort Jacques-Cartier est un fort qui fut construit par les franco-canadiens après la Bataille des plaines d'Abraham et la prise de Québec par l’armée britannique en 1759. Il fut construit sur un terrain concédé vers 1703 à Adrien Pichet (mort en 1739) qui avait construit une maison en bordure du chemin du Roy, sur un promontoire longeant le fleuve; plus tard, la maison fut agrandie.

## Le Fort
Le choix de cette position arrière à la  Rivière Jacques-Cartier visait  à bloquer toute tentative d'attaque par les britanniques en direction de Trois-Rivières par la garnison anglaise nouvellement établie à Québec. Jean-Daniel Dumas avec 150 soldats des troupes de terre et 450 soldats des Troupes de la Marine reçurent l'ordre de construire et fortifier cet endroit. Définisant également la frontière sud entre la zone occupée britannique ou les miliciens canadiens de chaque paroisse avaient du remettre leurs armes, fait le Serment de neutralité et de fidélité au roi d’Angleterre et obtenu un passeport pour pouvoir circuler légalement. Le fort servit de quartier d’hiver, ainsi que de lieu d’entreposage important pour l’armée française restée non loin de Québec pour préparer une contre-attaque au printemps 1760; la Bataille de Sainte-Foy. Il fut le seul fort français construit  pendant la guerre de Sept Ans. Certains vestiges sont toujours visibles aujourd'hui. Le site du fort est  localisé dans l'actuel village de Cap-Santé.